# Phyllanthus trichosporus
Phyllanthus trichosporus är en emblikaväxtart som beskrevs av Adelb.. Phyllanthus trichosporus ingår i släktet Phyllanthus och familjen emblikaväxter. Inga underarter finns listade i Catalogue of Life.